# Psyrassa pertenuis
Psyrassa pertenuis là một loài bọ cánh cứng trong họ Cerambycidae.